# Parish of Saint John
Parish of Saint John är en parish i Antigua och Barbuda. Den ligger i den nordvästra delen av landet. Huvudstaden Saint John's ligger i Parish of Saint John. Antalet invånare är 42 721. Arean är 74 kvadratkilometer. Parish of Saint John ligger på ön Antigua.
Följande samhällen finns i Parish of Saint John:
- Saint John's
- Potters Village
- Cedar Grove